# Paulo Trancoso

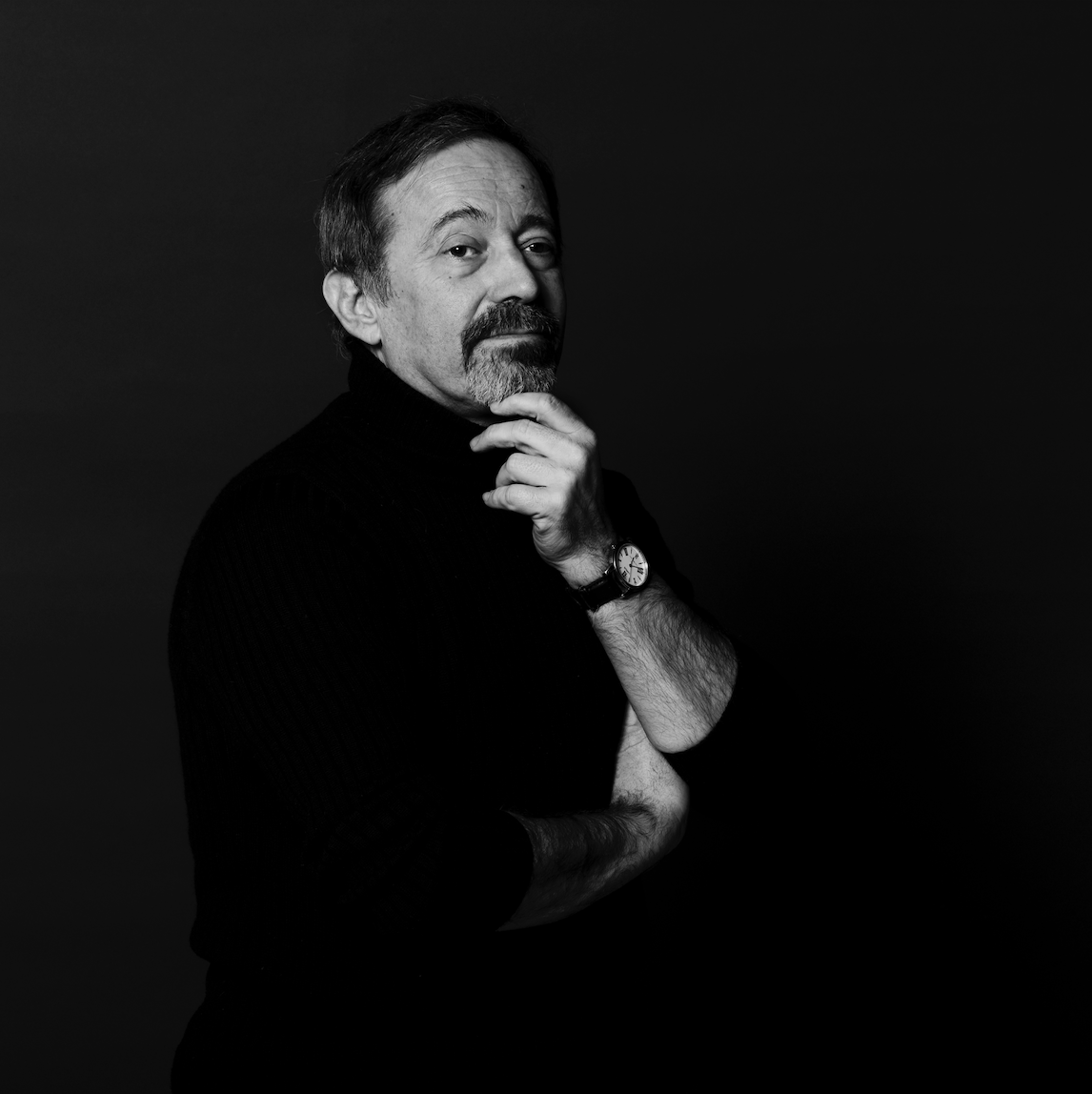
Paulo Trancoso - Presidente da Academia Portuguesa de Cinema

Produtor e Presidente da Academia Portuguesa de Cinema, Paulo Trancoso foi ainda Presidente Associação de Produtores de Cinema e da Associação de Produtores e realizadores de Filmes Publicitários.
Nome Completo: Paulo Antonio Rodrigues Noronha Trancoso
Data de Nascimento: 22 de Maio, 1945, Lisboa
- Produtor Executivo da Costa do Castelo Filmes [2]
- Presidente da Academia Portuguesa de Cinema 2011/2023

## Biografia
Paulo António Rodrigues de Noronha Trancoso nasceu em Lisboa, a 22 de Maio de 1945. Frequenta o Liceu Pedro Nunes. Cursa Medicina em Paris (3 meses) e Lisboa, mas em 1969 é chamado para o serviço militar e abandona. Durante o serviço militar consegue tempo para fazer um curso de cinema, o primeiro ministrado no então Instituto de Novas Profissões. 
Retornado à vida civil ingressa na agência de publicidade Ciesa, onde trabalha com «tv producer». É aí que começa a realizar alguns «spots» publicitários. Colabora na revista Enquadramento. Em 1978 funda a sua própria empresa produtora que, em 1982, tomará o nome de Costa do Castelo Filmes. Trabalha sobretudo em publicidade. Em meados dos anos 80, com o advento do «home vídeo», é um dos sócios da Publivideo e uma das pessoas que está na raiz do projecto de televisão privada que mais tarde daria origem à SIC. No princípio dos anos 90 funda, com o brasileiro Walter Arruda, a Máquina dos Sonhos, uma empresa de produção de televisão que fará as séries Procura-se (RTP, 1992), Giras & Pirosas (SIC, 1992), A Viúva do Enforcado (SIC, 1993) e a telenovela A Banqueira do Povo (RTP, 1993). É durante a produção desta última que a Costa do Castelo acorda a saída da Máquina dos Sonhos.
Para além da produção de filmes portugueses Paulo Trancoso (sempre na Costa do Castelo) é responsável pela produção executiva de alguns filmes estrangeiros rodados em Portugal, como The House of the Spirits, de Billie August (1993), La Reine Margot, de Patrice Chéreau (1994) ou Dans la Cour de Grands, de Florence Strauss (1995), “O Coração da Terra”ou “Night Train to Lisbon” (2012) de Billie August.
Para o Cinema Português produziu a “A Selva” de Leonel Vieira, “Duas Mulheres” de João Mário Grilo, “Manô” de George Felner, “Polifonias” e “Encontros” de Pierre Marie Goulet, “Pare Escute e Olhe” de Jorge Pelicano, “A Vossa Terra” e “A Vossa Casa” de João Mário Grilo, entre muitos outros.
Teve também uma presença relevante como editor de vídeo, sobretudo no campo dos grandes clássicos, editando e distribuindo Fellini, Truffaut, Antonioni, Wells, Chaplin, Renoir, Tarkowski, Visconti, Hitchcock, Demy, Pasolini, etc,
para além de muitos filmes portugueses.
Homem multímodo no seio do cinema, televisão e publicidade, Paulo Trancoso é o Presidente e Fundador da Academia Portuguesa de Cinema.

## Projectos
| PROJECTO                                                      | ANO             | SOBRE | PRÉMIOS E FESTIVAIS |
| ------------------------------------------------------------- | --------------- | --- | --- |
| PRÉMIOS SOPHIA                                                | 2012 - Presente | Produção: Paulo Trancoso \| RTP2 | |
| CAMERA CAFÉ                                                   | 2022            | Longa-Metragem- Co-Produtor | |
| A VOSSA TERRA                                                 | 2016            | Documentário – Realizado por João Mário Grilo Produção: Costa do Castelo Filmes e Cinemate | |
| AS MEMÓRIAS NÃO SE APAGAM                                     | 2014            | Documentário – Realizado por José Vieira Mendes Produção: Paulo Trancoso | |
| COMBOIO NOCTURNO PARA LISBOA “NIGHT TRAIN TO LISBON”          | 2012            | Longa-Metragem – Realizado por Bille August Co-Produção Portugal: Paulo Trancoso e Ana Costa | |
| A VOSSA CASA “YOUR HOME”                                      | 2009            | Documentário – Realizado por João Mário Grilo Produção: Costa do Castelo Filmes e Cinemate | INDIE LISBOA 2012 PRÉMIO TAP PARA MELHOR DOCUMENTÁRIO DE Longa-metragem PORTUGUÊS |
| DUAS MULHERES “TWO WOMEN”                                     | 2009            | Longa-Metragem – Realizado por João Mário Grilo Co-Produção: Costa do Castelo Filmes / Cinemate / Taiga Filmes | |
| PARE, ESCUTE, OLHE “STOP, LISTEN, LOOK"                       | 2008/2009       | Documentário – Realizado por Jorge Pelicano Produção: Costa do Castelo Filmes / SIC | LISBON DOC 2009Portuguese Best Documentary, Best Film Editing, Award IPJ Schools CINE ECO 2009 Lusophone Prix, Grand Prix Environment, Youth Award |
| O CORAÇÃO DA TERRA “HEART OF THE EARTH”                       | 2007            | Longa-Metragem – Realizado por Antonio Cuadri Co-Produção – Spain / UK / Portugal | |
| ENCONTROS“ENCOUNTERS”                                         | 2006            | Documentário – Realizado por Pierre Marie Goulet Co-Produção: Costa do Castelo filmes, S.A. / Les Filmes Du Village (França) / Image Criaetion (Bélgica) / France 3 Corse (França) | IV International Documentary Film Festival of Madrid' Award Honorary Juror "Findmarseille - 17th Festival International du Documentaire de Marseille" Son Prix ex aequo “Festival of Yamagata in Japan” International competition “14 Festival Internacional de Valdivia"(Chile) “9 Rencontres du Cinema Documentaire de Montreal” “12 Festival Filmer to Tout Prix in Brussels” “Forum doc in Belo Horizonte” "Traces de Vie Festival in Clermont-Ferrand and Etats généraux du documentaire de Lussas» ”XI of Rome Film Festival” "9e BAFICI Festival Internacional de Cine Independiente de Buenos Aires» |
| MANÔ                                                          | 2005            | Longa-Metragem (1ª Obra) – Realizado por Jorge Felner da Costa Produção: Costa do Castelo Filmes | 2005 ”International Film Festival of Funchal” 2006 ”Film Festival in New Delhi” 2006 "3rd Festival of European Commission delegation in Armenia” 2006 ”Festival of the European Union Jiffest in Jakarta” 2006 ”Film Festival of the European Union in Thailand” 2006 ”Portuguese Film Festival in Russia” 2007 ”Film Festival Montevideo - 1st Week of April” 2007 ”IX Film Week Spanish and Ibero-American in Sofia” 2007"11th Edition of the European Film Festival in Bucharest” 2007 "9th edition of the European Film Festival in Pretoria and Durban” |
| DIÁRIO DE UM NOVO MUNDO “DIARY OF A NEW WORLD"                | 2005            | Longa-Metragem – Realizado por Paulo Nascimento Co-Produção: Costa do Castelo Filmes / Accorde Cinema & Televisão | |
| REPORTER X REAPARECE                                          | 2005            | Documentário – Realizado por Alexandre Reina Produção: Costa do Castelo Filmes | |
| A SELVA “THE JUNGLE ”                                         | 2001/2002       | Longa-Metragem – Realizado por Leonel Vieira Co-Produção: Portugal / Brasil / Espanha | 2005 "Days of European Cinema in Tunis" - Tunisia 2005 ”Festibérico” in Delft in the Netherlands 2006 ”Film Festival in Switzerland” in Geneva, Lausanne and Cion 2006 ”Film Festival speaking countries of Latin America” in Slovakia 2007 "European Film Festival in Canberra” Australia 2007 ”II Film Festival from CPLP in Toronto” 2007 ”Week Film CPLP in Tel Aviv” |
| LINGUA – VIDAS EM PORTUGUÊS “LANGUAGE - Lives in Portuguese ” | 2002            | Documentário – Realizado por Vítor Lopes Co-Produção: Brasil -Sambascope; TV Zero / Portugal -Costa do Castelo Filmes | |
| ESPIRITO DA LEI “SPIRIT OF THE LAW”                           | 2001            | Série Televisiva (13 episódios) – Realizado por Fernando Ávila Co-Production: SIC, Costa do Castelo Filmes | |
| HUGO                                                          | 1998-2001       | Program Televisivo Diário Realizado por Nuno Barradas, André Ferreira Produção: Costa do Castelo Filmes | |
| FILM LOVERS ARE SICK PEOPLE                                   | 2001            | Curta-Metragem - Escrita e Realizada por Vera Amaral Produção: Costa do Castelo Filmes | |
| BENFICA – The History                                         | 2001            | Documentário – Realizado por António José Reis Produção: Costa do Castelo Filmes | |
| BRAVA GENTE BRASILEIRA                                        | 2000            | Longa-Metragem – Realizado Lúcia Murat Co-Produção: Taiga Filmes e Vídeo (Brasil) / Costa do Castelo Filmes | |
| RETURNED                                                      | 1999            | Documentário – Realizado por Jorge Paixão da Costa Produção: Costa do Castelo Filmes | |
| REGRESSO A NACALA                                             | 1999            | Documentário – Realizado por Brigitte Martinez Produção: Costa do Castelo Filmes | |
| POLIFONIAS “POLYPHONY”                                        | 1997            | Documentário – Realizado por Pierre Marie Goulet \| Co-Produção: Costa do Castelo Filmes, Image Création (Bruxelas), Les Films du Village (Paris), RTP (Portugal), RTBF (Belgica), France 3 et France Supervision (França), Apoio da Planicie Dourada, região de Turismo de Beja e da Collectivité Territoriale de Corse | The Eighth Meeting of Documentary Film "by Malaposta" (November 1997) Prize for the Best Documentary Award and the Portuguese public ”International Film Festival of Brussels” (Belgium) (January 1998) ”Bilan ethnographiques of Film" (Paris) (March 1998) ”Festival Nyon” - Market screening (Switzerland) (1998) "International Festival of Mannheim-Heidelberg" (Germany) (1998) "Festival" Etats généraux du documentaire "Lussas' (France) (1998) ”Festival XVII Festival International de Montevideo"(Uruguay) (1999) ”Rassegna del XVII Film Etnomusicale-Firenze"(Italia) (1999) "European Festival Cinéma et Monde Rural Lama” (France) (2000) ”Doc'Kingdom"- International Seminar on Documentary Film - Serpa (Portugal) (2000) "The Look of the Stars' - Rio de Janeiro (Brazil) (2001) "Retrospective Portuguese Cinema" - Cinematheque Belgium - Brussels (2002) ”Semaine du Cinéma Lusophone” - Cannes / Grasse (France) (2003) ”Roma Film Festival"- Rome (Italy) (2003) "Festival Músicas do Mundo Sines” (2005) "Festival" Chants de Femmes et Instruments du Monde "Ajaccio" (Corsica) (2005) |
| CASA DOS ESPÍRITOS “THE HOUSE OF SPIRITS"                     | 1992/1993       | Longa-Metragem – Realizado por BILLE AUGUST Co-produção: Neue Constantin Films (Alemanha) / The House of Spirits Films (Dinamarca) / Costa do Castelo Filmes, Lda (Portugal) Actores: Jeremy Irons, Meryl Streep, Glenn Close e Antonio Banderas                                                                         | |
| A RAINHA MARGOT “LA REINE MARGOT"                             | 1993            | Longa-Metragem – Realizado por PATRICE CHERRAU Produção: Renn Productions (França) Produção Executiva em Portugal: Costa do Castelo Filmes Actores: Isabelle Adjani, Daniel Auteuil, Jean-Hugues Anglade | |

## Prémios
- Troféu Nova Gente 1998
- Prémio Globos de Ouro 2002
- Prémio Carreira Fantasporto 2011
- Premio Carreira Bragacine 2011
- Premio Carreira Curtas-Açores 2016
- Homenagem/Carreira- 5º Festival Internacional da Figueira da Foz/ Film Art 2019
- Homenagem-Carreira Festival CLIT /Festroia 2021